# سی. بی. فرای
سی. بی. فرای (به انگلیسی: C. B. Fry) بازیکن فوتبال زادهٔ ۲۵ آوریل ۱۸۷۲ اهل انگلستان بود که سابقهٔ بازی در تیم ملی فوتبال انگلستان را در کارنامهٔ خود دارد. وی در تاریخ ۹ مارس ۱۹۰۱ تنها بازی ملی خود را در مقابل تیم ملی فوتبال ایرلند انجام داد.
وی علاوه بر فوتبال در ورزش‌های کریکت، دو و میدانی و راگبی به صورت حرفه‌ای به فعالیت میپرداخت.